# 圣体钟
52°12.238′N 0°7.03867′E / 52.203967°N 0.11731117°E

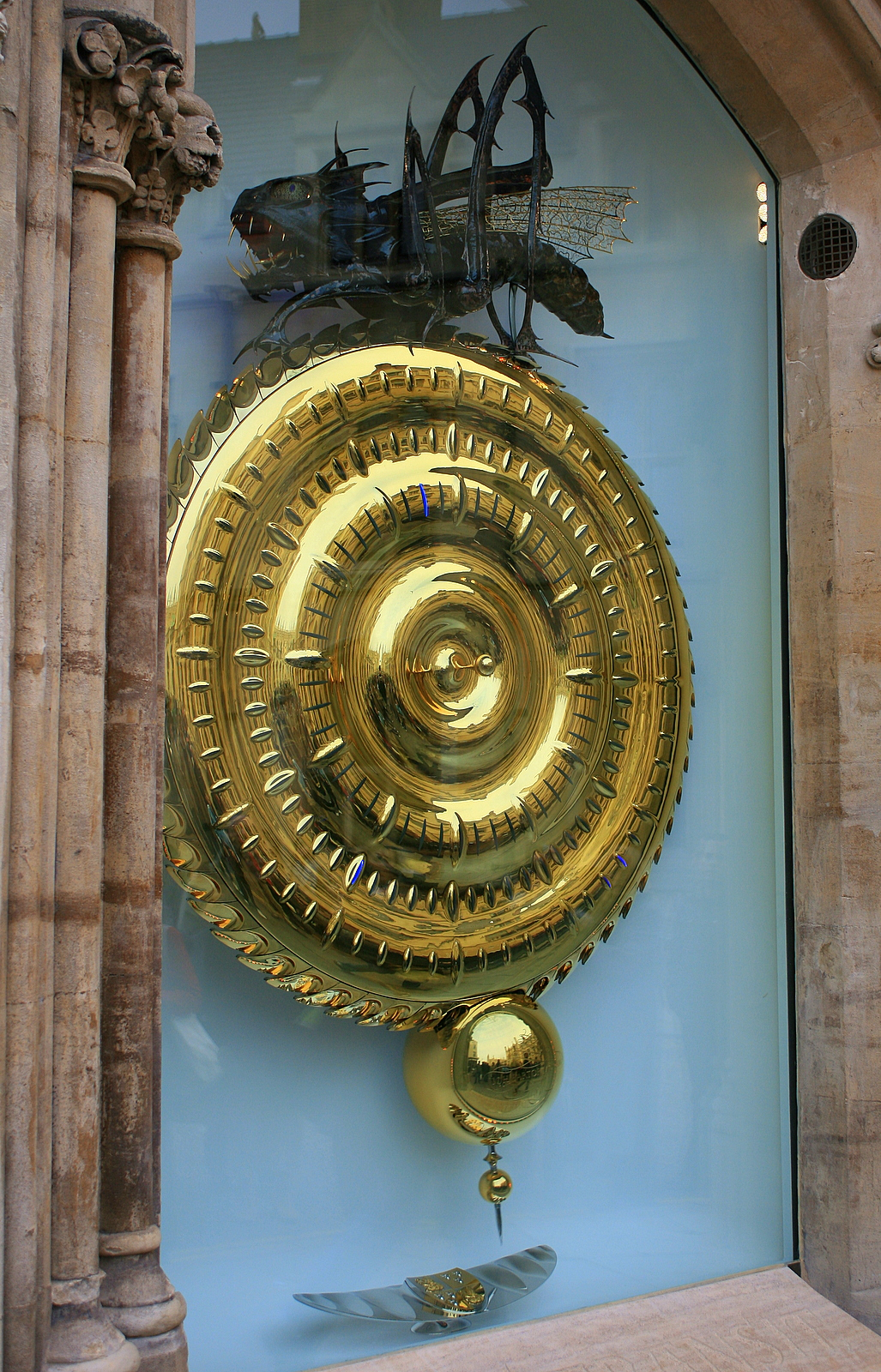
圣体钟

圣体钟（Corpus Clock）是一个大型的雕塑时钟，在英国剑桥大学基督圣体学院泰勒图书馆外面的街道上，位于本笃街与特兰平顿街路口，正对国王街。它是由约翰·C·泰勒构思和资助。
2008年9月19日，剑桥大学物理学家斯蒂芬·霍金为其揭幕
圣体钟被《时代周刊》列为2008年最佳发明之一，并出现在印度电影《父亲》中。

## 外观
圣体钟的钟面是24克拉镀金不锈钢圆盘，直径约1.5（4.9英尺）。它没有指针和数字，而是通过蓝色发光二极管显示时间。
时钟的主要视觉特征是一个类似蚱蜢或蝗虫的昆虫金属雕塑。泰勒称之为“时间吞吃者”（Chronophage）。

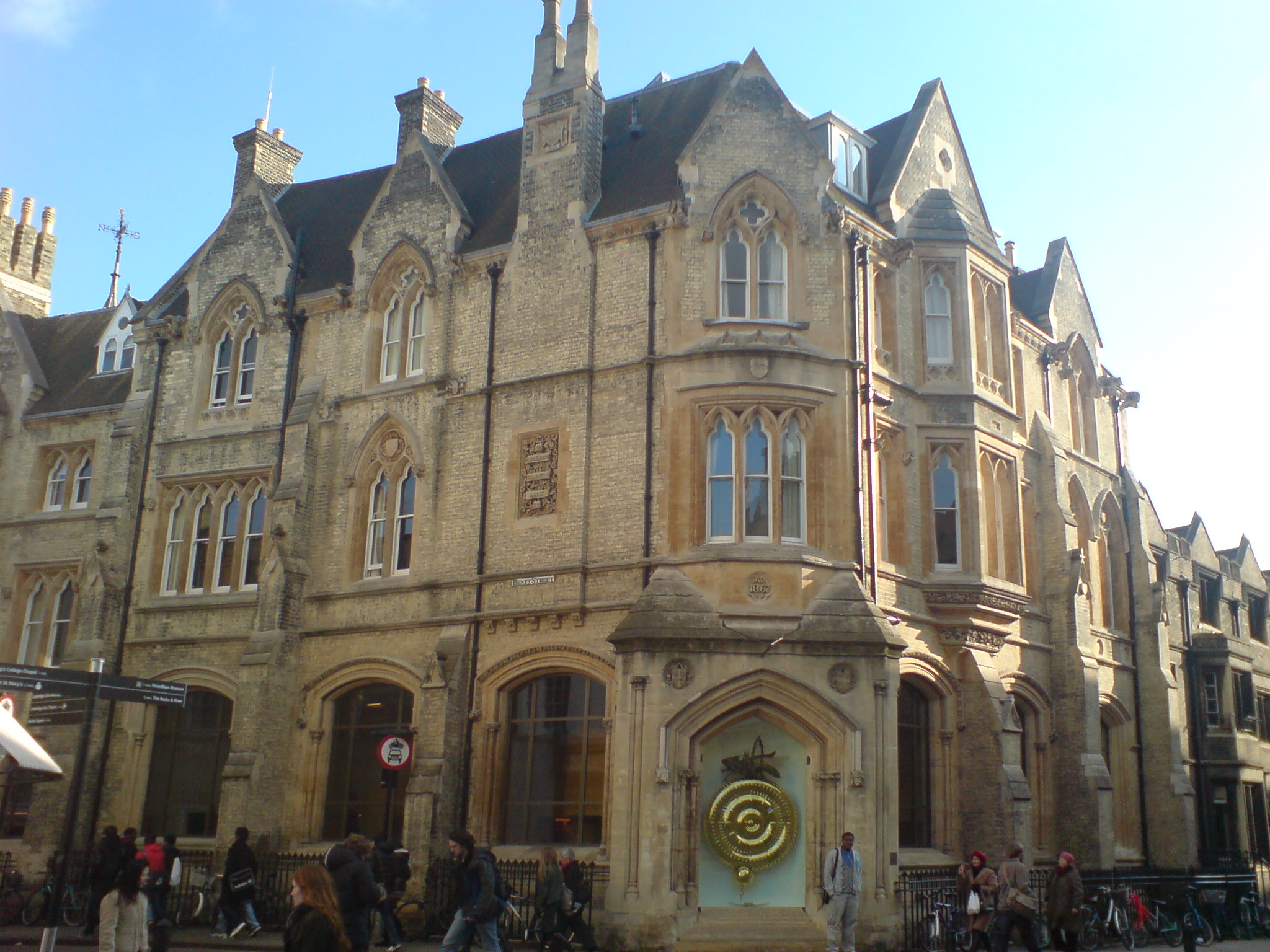
泰勒图书馆和圣体钟

时钟下面铭文为拉丁文的约翰一书2章17节: mundus transit et concupiscentia eius（“这世界和其上的情欲都要过去”）。
作为公共艺术作品，它以一种戏剧性的方式提醒观众：时间必然流逝。